# Estación de Chemin d'Antony
La estación de Chemin d'Antony es una estación ferroviaria francesa de la línea de Choisy-le-Roi a Massy - Verrières, ubicada en el municipio de Antony (departamento de Hauts-de-Seine).
Es una estación de la SNCF por la que psan los trenes de la línea C del RER. Cuenta con un tren cada media hora.
En 2016, la SNCF estima el uso anual de la estación en 334 800 viajeros.

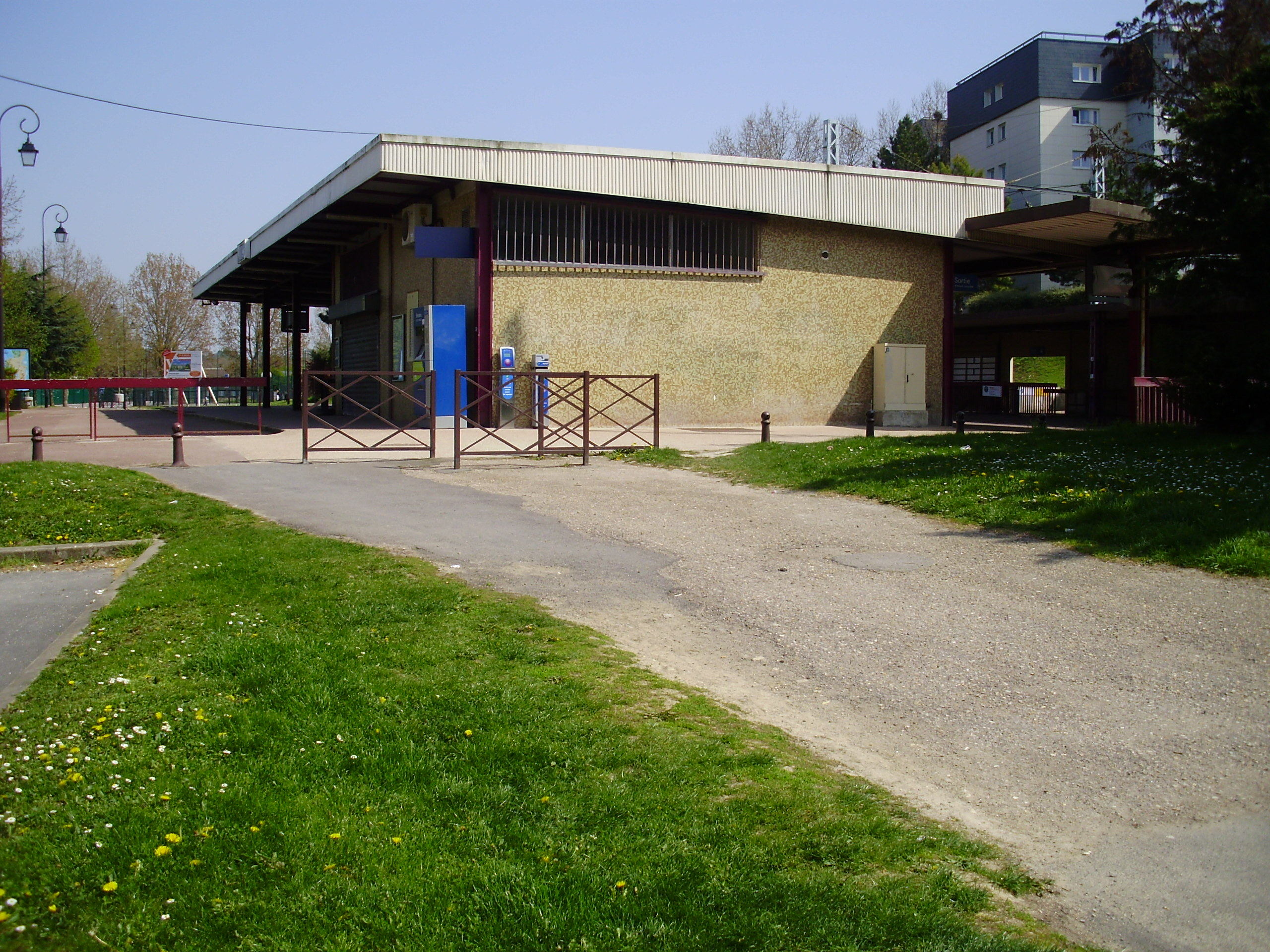
Edificio de la estación.

## Intermodalidad
A cierta distancia de la estación pasan las líneas 197 y 297 de la cobertura de autobús RATP así como las líneas 1 y 2 de la cobertura de autobús Le Paladin, a la parada Lycée Descartes.

## Galería de fotografías

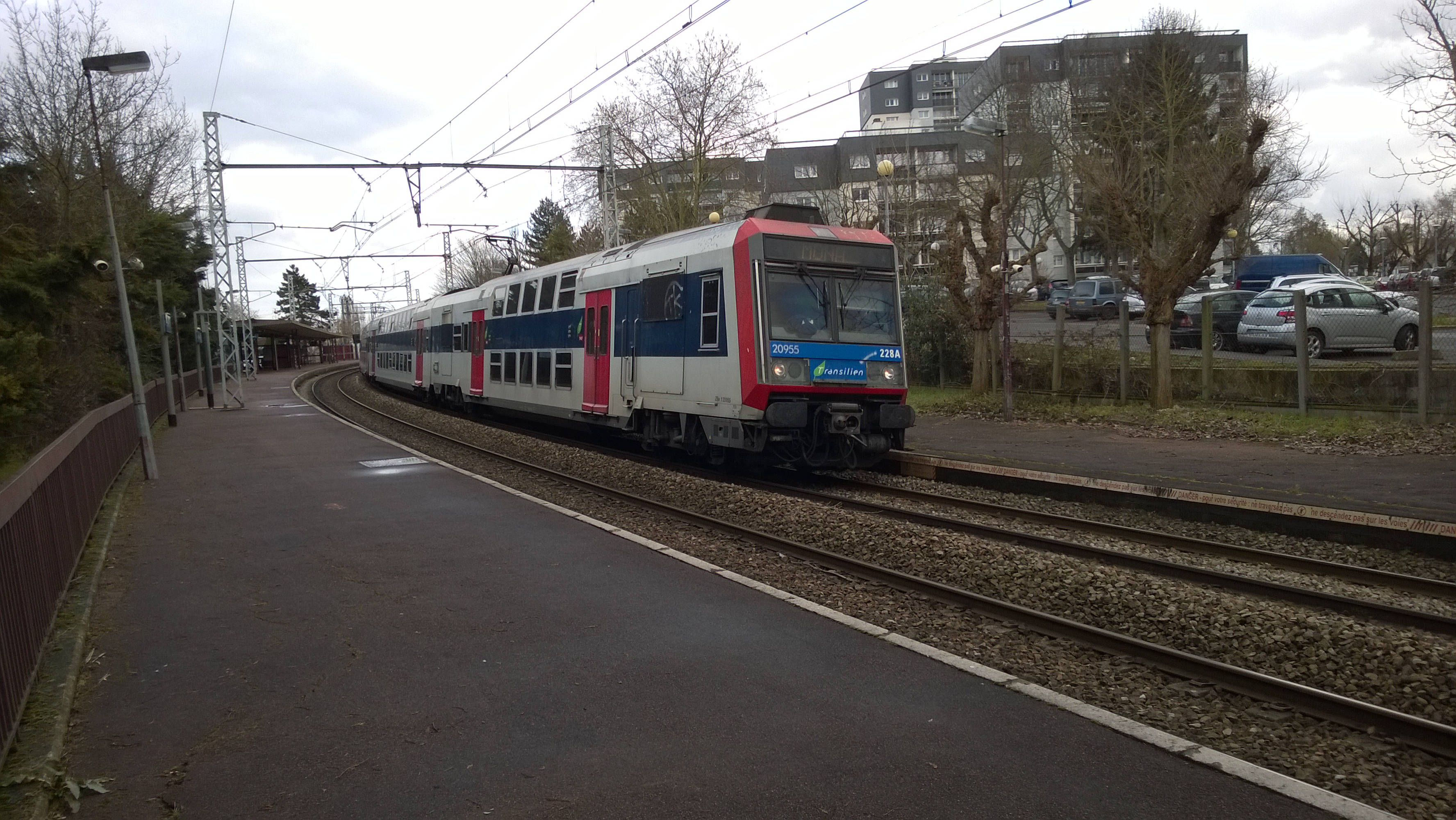
Vía 1
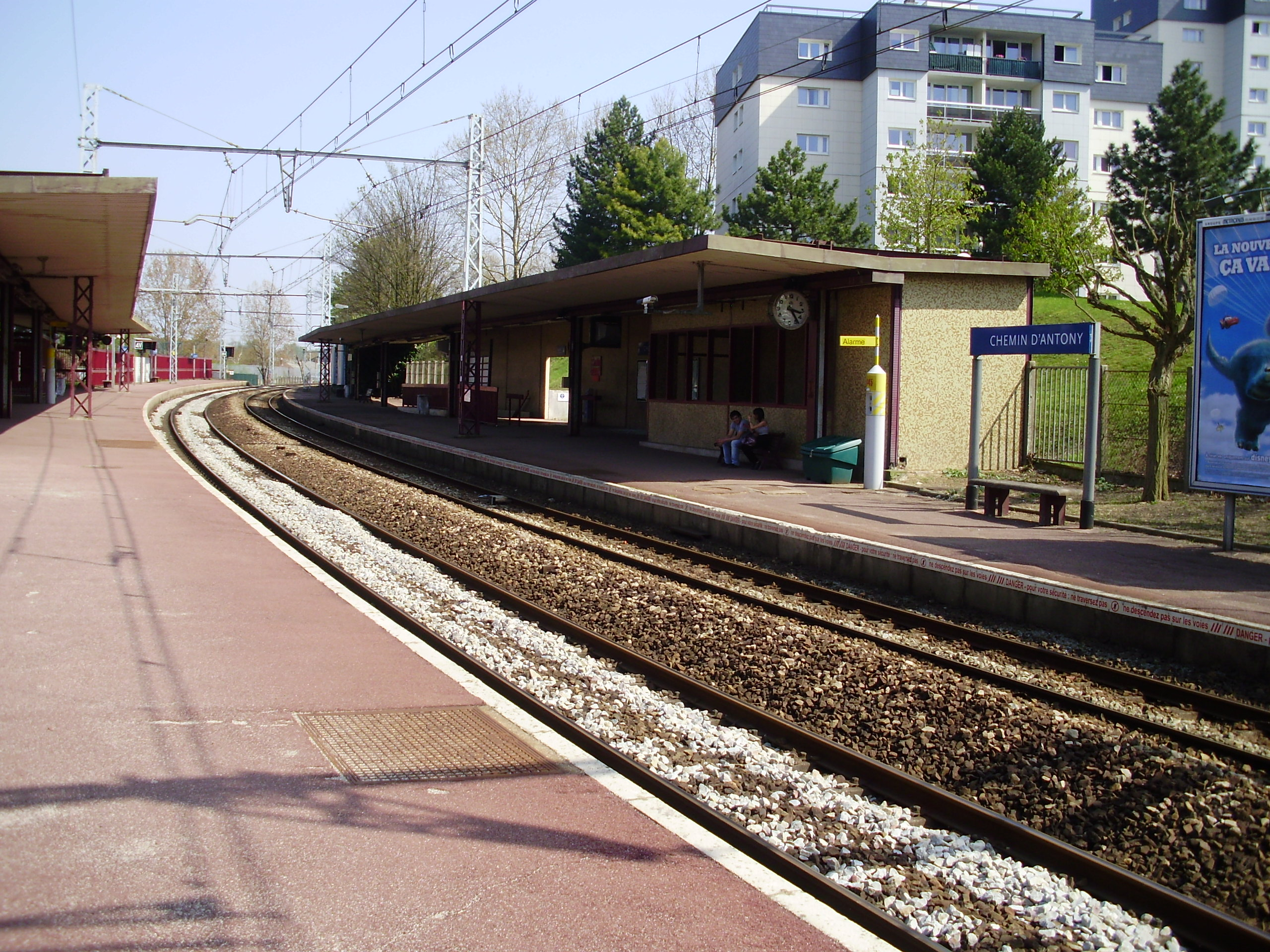
Andén 1
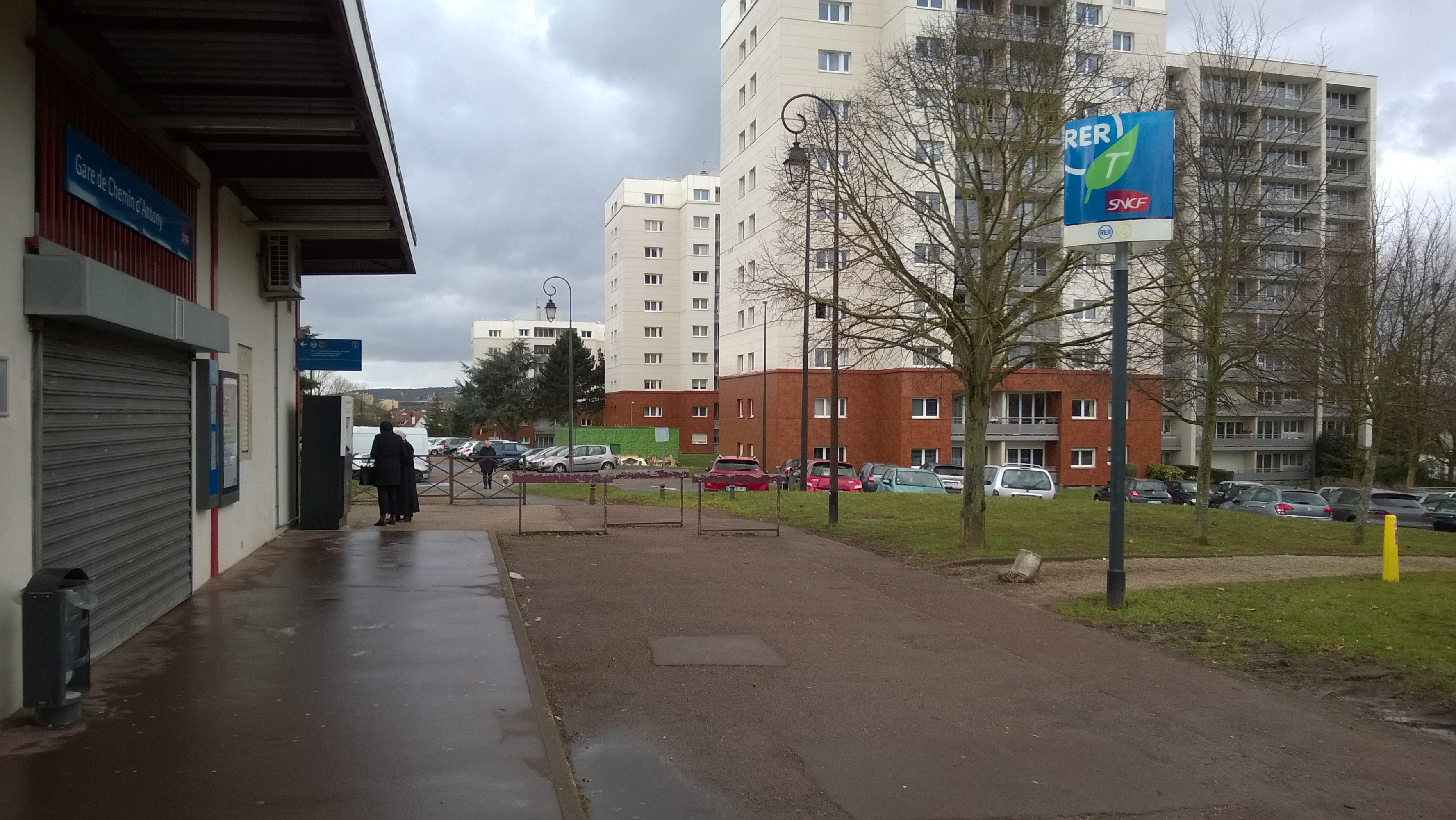
Exterior de la estación
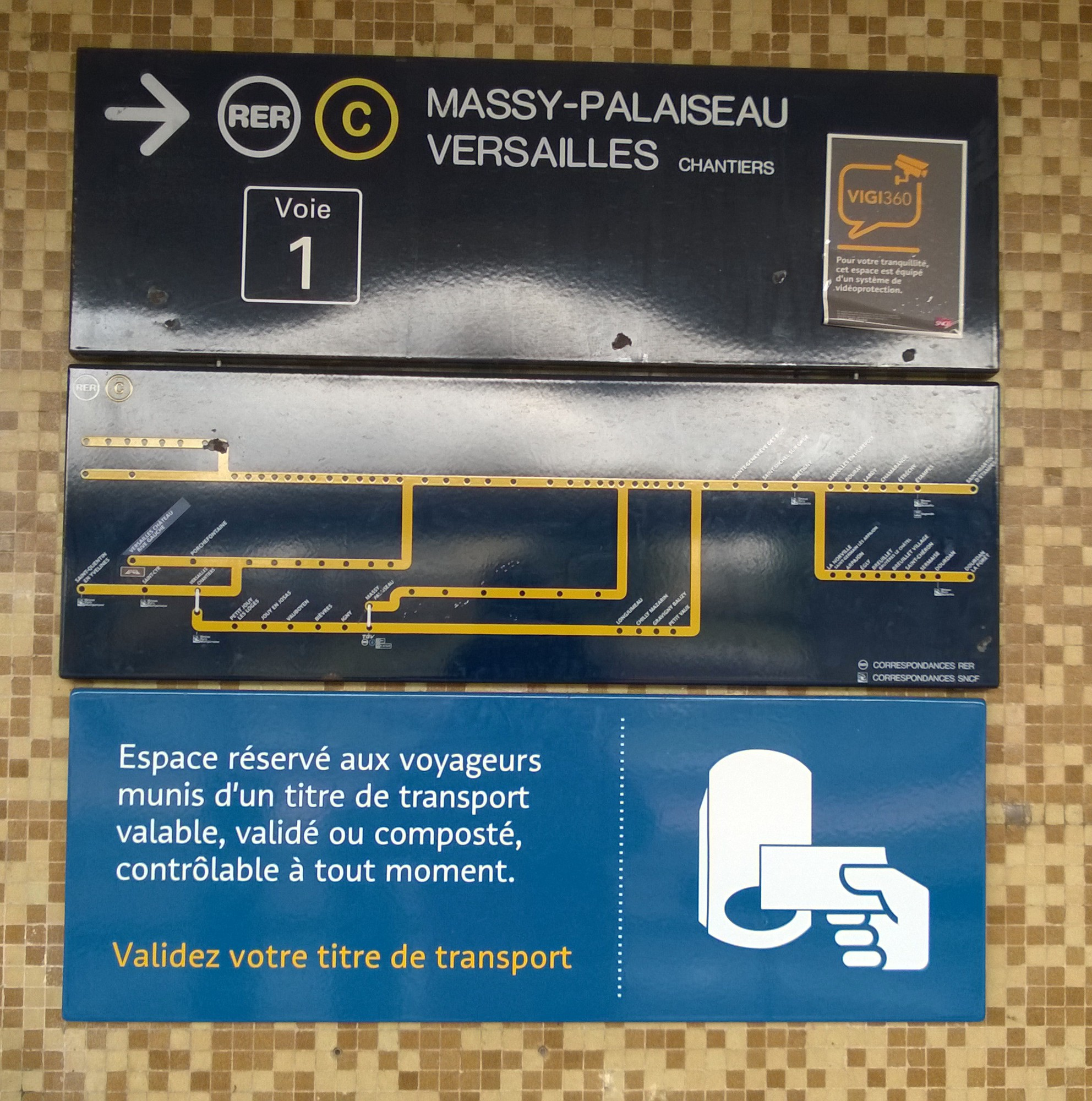
Cartelería de la estación